# Roberto Abbondanzieri
Roberto Abbondanzieri (født 19. august 1972 i Bouquet, Argentina) er en argentinsk fodboldspiller, der spiller som målmand i den brasilianske ligaklub Internacional. Han har spillet for klubben siden februar 2010. Tidligere har han optrådt for de argentinske klubber Rosario Central og Boca Juniors, samt for spanske Getafe CF.
Med Boca Juniors har Abbondanzieri været med til at vinde adskillige titler, blandt andet hele seks argentinske mesterskaber, tre Copa Libertadores-titler, og to udgaver af Intercontinental Cup.
I 2003 blev Abbondanzieri kåret til Sydamerikas bedste målmand, og i 2007 vandt han desuden det prestigefulde Zamora-trofæ, som sæsonens bedste målmand i den spanske La Liga.

## Landshold
Abbondanzieri står (pr. november 2010) noteret for 49 kampe for Argentinas landshold, som han debuterede for i 2004, hvor han var en del af landets trup til Copa América. Han deltog også ved VM i 2006 i Tyskland, hvor han var argentinernes førstemålmand, samt ved Copa América 2007.

## Titler
Primera División de Argentina
- 1998 (Apertura), 1999 (Clausura), 2000 (Apertura), 2003 (Apertura) 2005 (Apertura) og 2006 (Clausura) med Boca Juniors

Copa Libertadores
- 2000, 2001 og 2003 med Boca Juniors
- 2010 med Internacional

Intercontinental Cup
- 2000 og 2003 med Boca Juniors

Copa Sudamericana
- 2004 og 2005 med Boca Juniors

Recopa Sudamericana
- 2005 med Boca Juniors